# Ариперт I
Ариперт I (такође се може изговарати Ариберт) је био краљ Ломбарда (653—661.) на Апенинском полуострву. Био је син Гундоалда, војводом од Астија, који је прошао кроз Алпе из Баварске са својом сестром Теолиндом. Због тога што је био у роду са Баварцима његова династија је названа Баварска династија. Био је први католички ломбардски краљ, изабран после атентата на аријанца Родоалда.